# قلعه اردشیر
قلعه اردشیر کرمان یکی از قلعه های باستانی شهر کرمان است.
در کتاب کارنامه اردشیر و همچنین در کتاب شاهنامه فردوسی درباره ی آن اینچنین آمده است : هفتواد که از افراد صاحب قدرت کرمان بود پس از شکست حاکم محلی، بر بلندی کوهی در نزدیکی شهر دژی عظیم ساخت، که به دژ هفتواد شهرت یافت. "یکی دژ بکرد از بر تیغ کوه. شد آن شهر با او همه همگروه "
پس از آگهی اردشیر بابکان از قدرت گرفتن هفتواد، وی چندین بار به کرمان لشکر کشید و شکست خورد تا در پایان با حیله خود توانست شهر را فتح کند. پس از آن بر بلندی کوه آتشگاهی ساخت و نام دژ را به قلعه اردشیر تغییر داد. همچنین گفته می شود که نام فرمانروای کرمان در ان دوران ولخش اشکانی بوده است.
موقعیت قلعه اردشیر کرمان بر بالای یک کوه در بافت تاریخی شهر کرمان قرار دارد. بنا شدن این قلعه دفاعی-نظامی بر روی قله کوه در کرمان، سبب شده که نام آن را «قلعه کوه» نیز بنامند.
قلعه دختر دیگر قلعه باستانی این شهر است که در نزدیکی این قلعه قرار دارد.

## مشخصات قلعه
قلعه اردشیر کرمان دارای معماری شگفت‌انگیز و خاصی است. قسمت‌های زیادی از این قلعه در حال حاضر از بین رفته‌است. دیوارهای قلعه ضخامت بسیاری دارد و مصالح به کار رفته در آنها خشت خام است. ابعاد خشت‌های به کار رفته در قلعه اردشیر از خشت‌های معمولی بیشتر است. قطر دیوارهای قلعه در پایه آن به حدود ۶ متر می‌رسد. ساختمان‌های ساخته شده در قلعه، به دو بخش تقسیم می‌شوند. قسمتی از ساختمان قلعه بر روی تپه در جنوب شرقی ساخته شده‌اند که همان بخش ساختمانی قلعه کوه را تشکیل می‌دهند. ارتفاع قلعه اردشیر در حدود ۱۵۰ متر بالاتر از شهر کرمان است.

درون قلعه اردشیر قطعاتی از کاشی به دست آمده‌است. بر روی این کاشی‌ها تصاویری با مضامین بزمی، وجود دارد. از این جهت کسانی مثل ساکس بر اساس تصاویر، تشخیص داده‌اند که وجود هنرهای ظریف در تزیین برخی جاهای قلعه، نشان می‌دهد که قلعه اردشیر علاوه بر کارکرد نظامی، در برخی ساختمان‌ها جنبه‌های بزمی نیز داشته‌است. در قسمت جنوبی قلعه اردشیر صخره‌ای بلند با ارتفاع زیاد دیده می‌شود. برای رسیدن به قلعه اردشیر از اواسط این صخره بلند، پله‌هایی تراشیده شده که تعداد آنها را ساکس ۱۳۴ پله تشخیص داده‌است. صاحب نظرانی مثل ساکس این محل را نقاره‌خانه قلعه تشخیص داده‌اند.

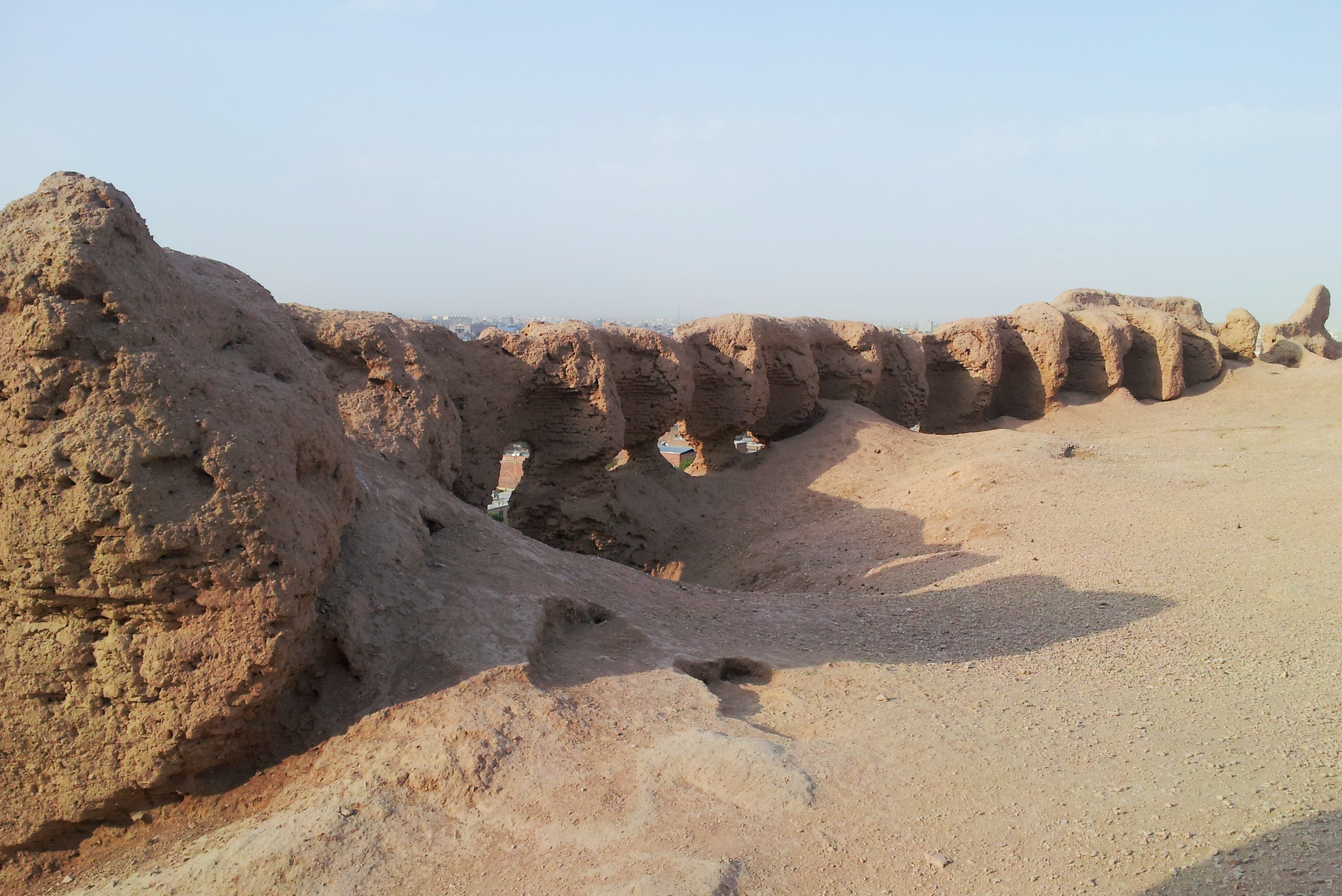
بخشی از دیوار قلعه اردشیر

## نگارخانه

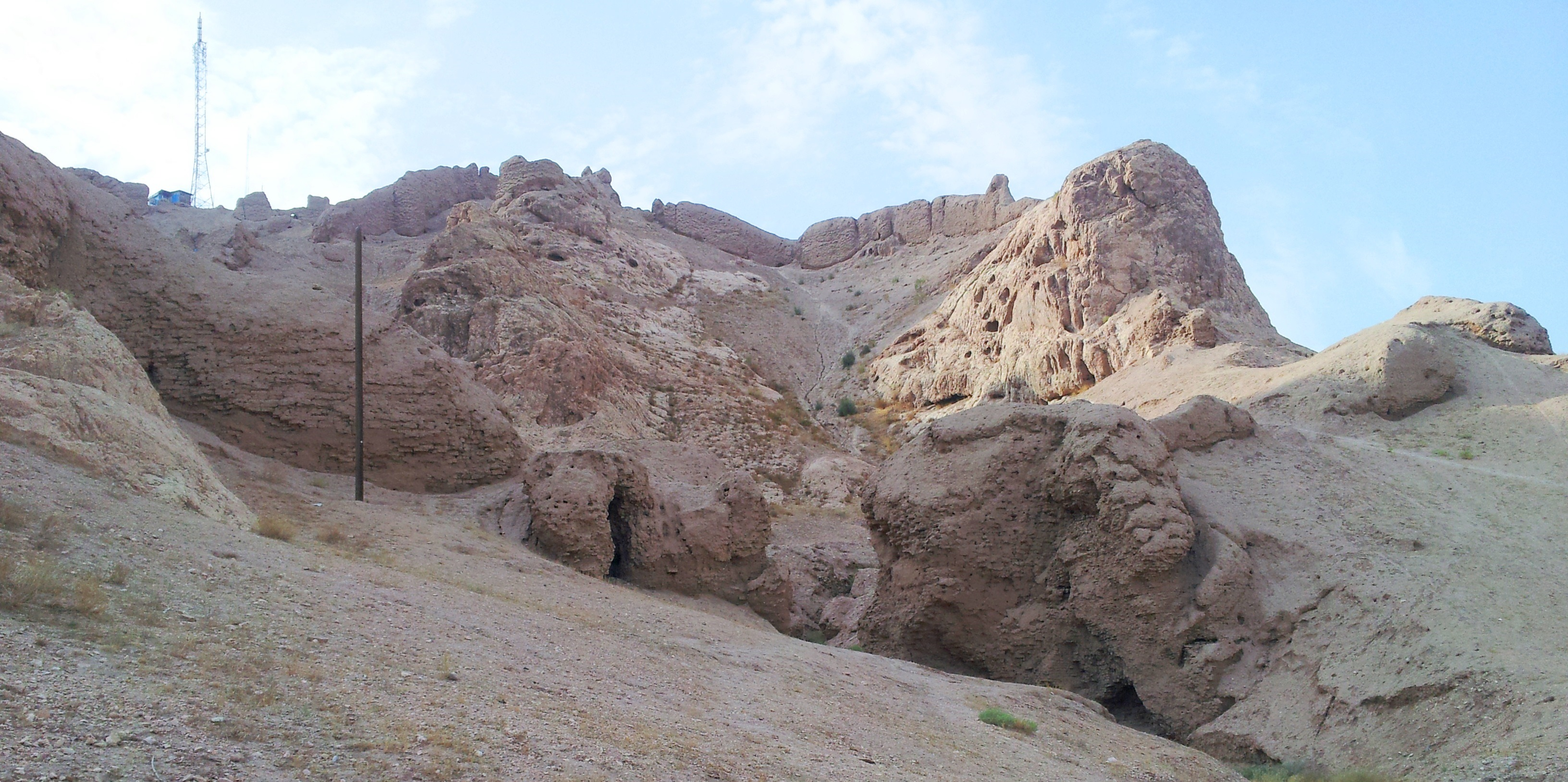
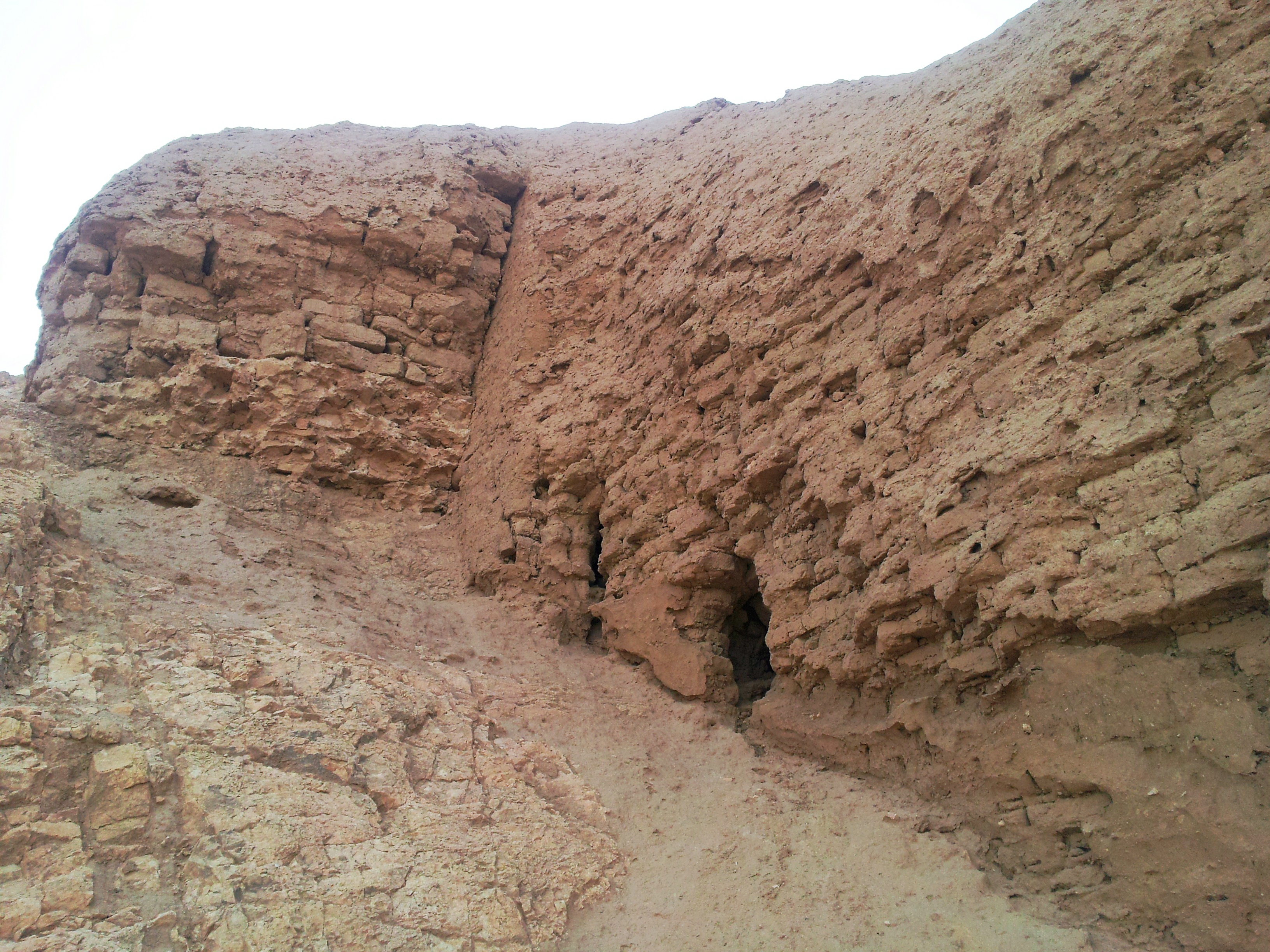
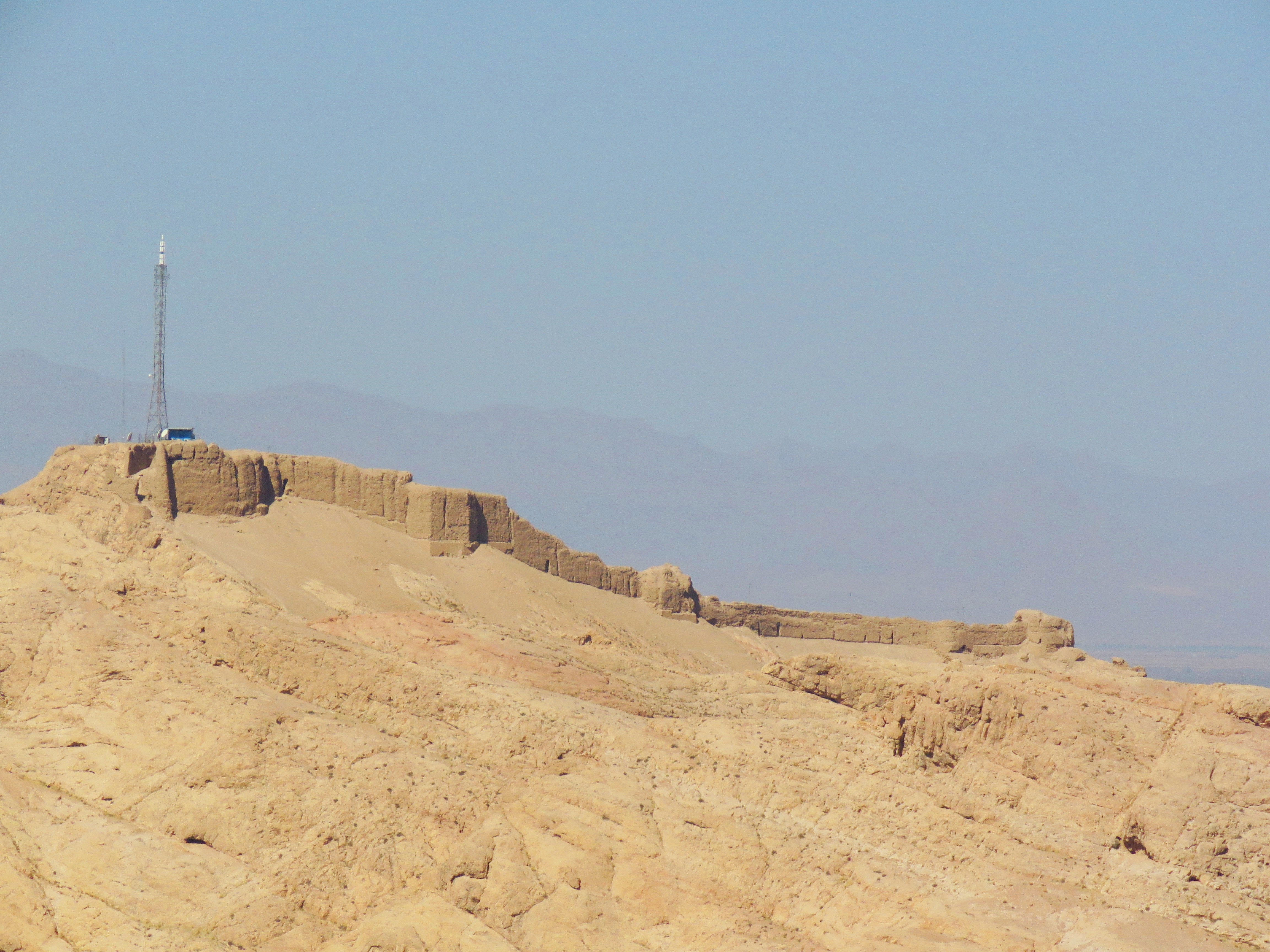
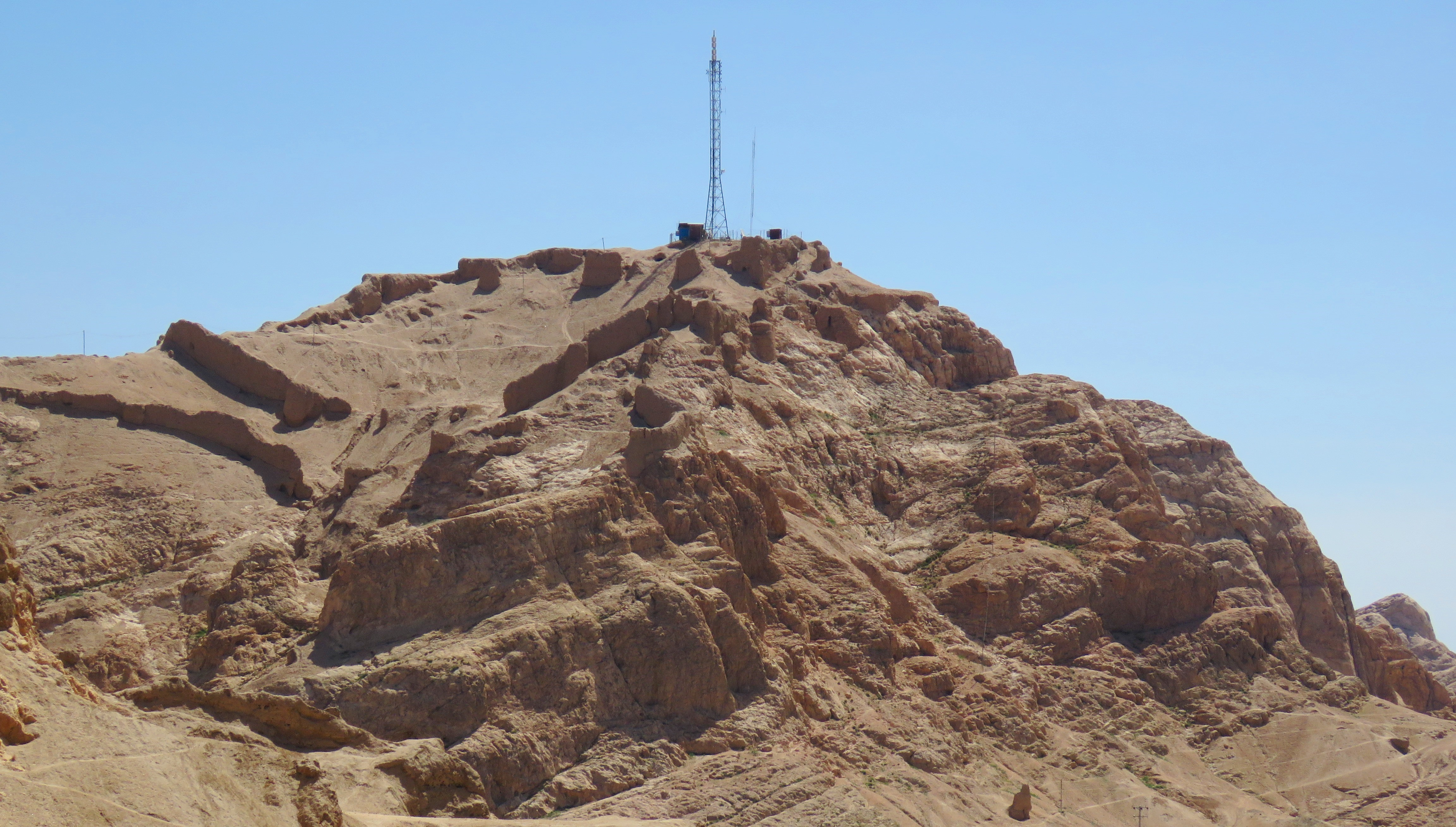